# Ernst Hunsicker
Ernst Friedrich-Wilhelm Hunsicker (* 1944) ist ein ehemaliger deutscher Kriminalbeamter.

## Leben
Ernst Hunsicker trat 1962 in den Polizeidienst (mittlerer Dienst) der Polizei Niedersachsen ein. Nach der Grundausbildung an der Landespolizeischule Niedersachsen in Hann. Münden und einer Verwendung in der Landesbereitschaftspolizei Niedersachsen in Hannover wurde er 1965 nach Lingen (Ems) versetzt, wo er bei der Schutzpolizei Streifendienst versah. 1967 kam er zur Kriminalpolizei Osnabrück, wo er im Bereich der Wirtschaftskriminalität sowie bei der Mordkommission als Sachbearbeiter und als Wachgruppenleiter im Kriminaldauerdienst tätig war. Zwischen 1972 und 1975 erfolgte seine Ausbildung für die Laufbahn des gehobenen Dienstes der Kriminalpolizei. Anschließend war er bis 1979 in verschiedenen Verwendungen tätig, darunter als Führungsgehilfe beim Leiter der Kriminalpolizei im Regierungsbezirk Osnabrück, als Kommissariatsleiter für Wirtschaftskriminalität in Lingen und als Fachlehrer für Kommissarslehrgänge an der Landespolizeischule in Hann. Münden.
Zwischen 1979 und 1981 absolvierte Hunsicker das Studium für den höheren Polizeivollzugsdienst an der Polizei-Führungsakademie in Münster-Hiltrup. 1981 zum Kriminalrat ernannt fand er erneut Verwendung als Fachlehrer an der Landespolizeischule Niedersachsen, als stellvertretender Leiter der Polizeiausbildungsstätte Bad Iburg, als stellvertretender Leiter der Kriminalpolizei Osnabrück und als Leiter der Kriminalpolizei Lingen.
Von 1994 bis zu seiner Pensionierung im Jahre 2004 leitete Hunsicker die Kriminalpolizei Osnabrück und war in dieser Funktion stellvertretender Leiter der Polizeiinspektion Osnabrück. 1995 wurde er zum Kriminaldirektor ernannt. Ernst Hunsicker lebt in Bad Iburg.

## Inner- und außerberufliches Engagement
Hunsicker war während seiner Laufbahn an zahlreichen innerpolizeilichen Projekten, zum Teil mit niedersachsenweiter Bedeutung, beteiligt. Dazu zählen Projektgruppen zu präventiver Gewinnabschöpfung, Zusammenarbeit von Schutz- und Kriminalpolizei, Reformierung der Polizei, Umsetzung des niedersächsischen Gefahrenabwehrgesetzes sowie Untersuchung der Kundenzufriedenheit mit der Polizei in Osnabrück.
Außerdienstlich engagierte sich Hunsicker vorwiegend in der Kriminalprävention. Als kommunales Kriminalpräventionsprojekt initiierte er 1989 die Ressortübergreifende Präventionskommission Osnabrück (RePrOS). 1993 rief er im Osnabrücker Stadtteil Eversburg den Runden Tisch Eversburg ins Leben. 1996 war er Initiator und Gründungsmitglied des Präventionsvereins Osnabrück e. V. (PrävOS), wo er die Funktion des stellvertretenden Geschäftsführers innehat. Hunsicker war Initiator und Projektleiter für Kriminologische Regionalanalysen Osnabrück (KRA OS) in den Jahren 1996/97 und 2002/03 sowie Mitarbeiter an Regionalanalysen 2007/08. Von 2005 bis 2010 war er im Kriminalpräventionsrat Osnabrück tätig.

## Werke
- Kriminologische Regionalanalysen in der Stadt Osnabrück für die Jahre 1996/97, 2002/03 und 2007/08 – Problemkreise, Lösungsansätze, Umsetzungen und Wirkungen als Grundlagen für den Förderpreis der Stiftung Kriminalprävention, 2010
- Kriminalitätskontrolle am Beispiel der Stadt Osnabrück – oder: Ein beruflicher Lebensabschnitt für Prävention und Repression (1988 bis 2004), 2011
- Präventive Gewinnabschöpfung (PräGe) in Theorie und Praxis – Sicherstellung, Verwahrung und Verwertung von Gegenständen und (Bar-)Geld aus Gründen der Gefahrenabwehr in Kooperation von Polizei, Staatsanwaltschaft und Kommune (Osnabrücker Modell), 2008
- Ländervergleich: Präventive Gewinnabschöpfung (PräGe) – Rechtsgrundlagen, Rechtsprechung, Entwicklung und Stand in Deutschland – Vergleichbare Rechtsgrundlagen in Österreich und in der Schweiz?, 2009
- Verfassungsmäßigkeit der Präventiven Gewinnabschöpfung (PräGe) – Beurteilung der Verfassungsmäßigkeit unter Einbindung der BVerfG-Entscheidung zum erweiterten Verfall (§ 73d StGB) und der einschlägigen Rechtsprechung, 2009
- Kindheits- und Jugenderinnerungen – Ein Lebensabschnitt im exemplarischen Kontext mit historischen Ereignissen, 2011
- Authentische Polizei- und Kriminalgeschichten – Stationen und Situationen mit Bildern aus einem langen Berufsleben, 1962 bis 2009, Teil 1, 2, 3, 4, Highlights, 2009